# Verde di bromocresolo
Il verde di bromocresòlo è un indicatore.
A temperatura ambiente si presenta come un solido verde dall'odore caratteristico.
L'intervallo di pH in cui il VBC cambia colore è da circa 4 (dove si presenta verde chiaro/giallino) a poco più di 5 (diventando blu).
Il pK (pKa) di questa reazione è 4,8.
Punto isosbestico nello spettro del verde di bromocresolo. Sono mostrati gli spettri di assorbimento della forma acida, basica e a pH intermedio. La concentrazione analitica del colorante è la stessa per tutte le soluzioni. Il punto isosbestico si trova intorno a 515 nm.

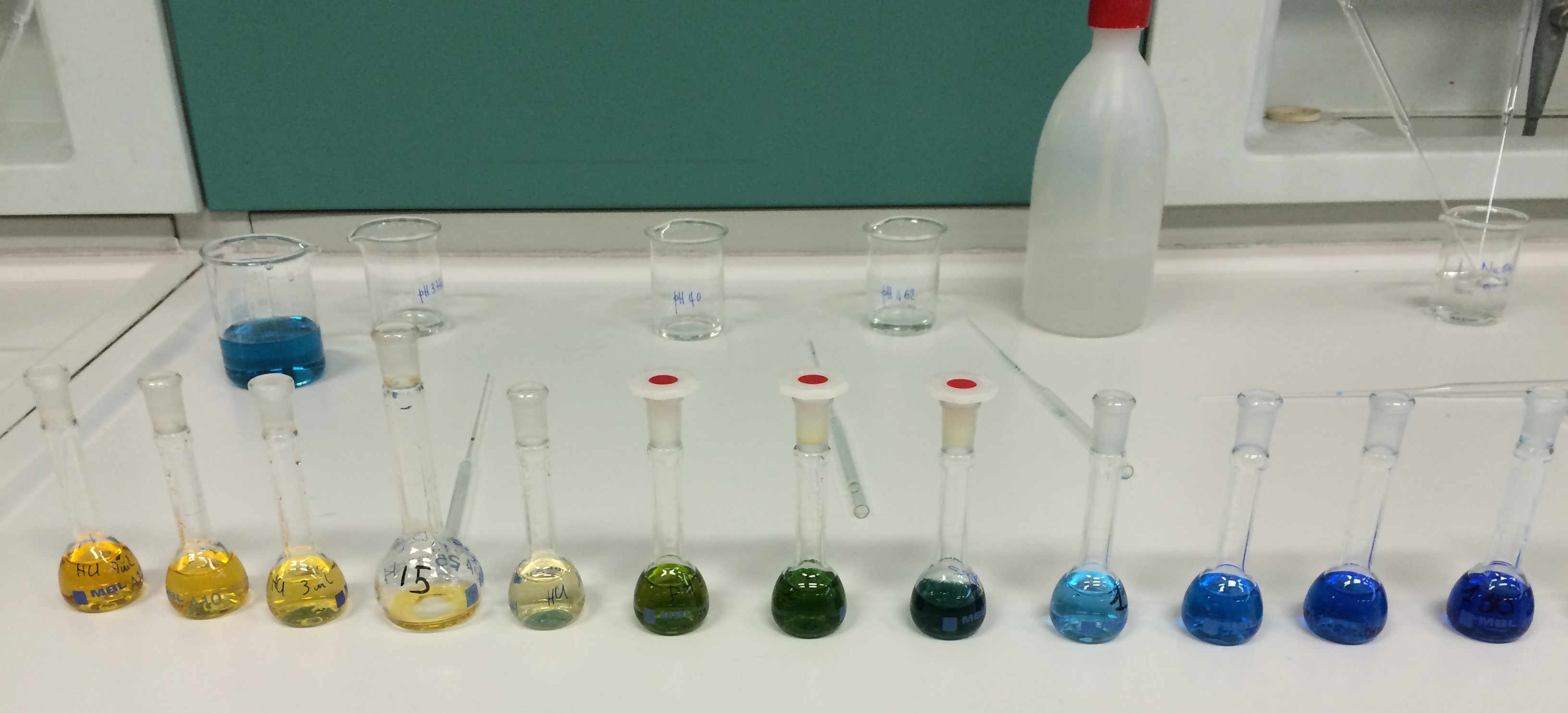
Verde di bromocresolo aggiunto in soluzioni di: 0,1 M HCl; 3 tamponi di: pH 3,78, 4,00 e 4,62; NaOH 0,1 M (da sinistra a destra). Soluzioni più scure indicano maggiore aggiunta dell'indicatore colorimetrico.

## Rischi
Il verde di bromocresolo può causare irritazioni. Evitare il contatto con pelle e occhi.